# Reseda odorata
Reseda odorata L., popularmente conhecido como  minhonete (também grafado como minhoneta), é uma planta nativa do norte da África, da família das resedáceas. Possui flores amarelas e fragrantes, dispostas em racemo, usadas no âmbito da perfumaria.

## Nomes comuns
Além de «minhonete», é também comummente conhecida como reseda (também grafado resedá), que é, em todo o caso, um nome comum que se estende a várias outras espécies do género Reseda, especialmente a Reseda luteola.

### Etimologia
Do que toca ao nome científico:
- O nome genérico, Reseda, provém do latim rĕsēda[6], termo que, por seu turno, remetia para a espécie reseda alba.

- O epíteto específico, Odorata, por sua vez, também provém do latim, constituindo o particípio perfeito adjectivo do étimo ŏdōrātus[7], que significa "fragrante; perfumado"[8], numa alusão ao perfume intenso das flores da espécie.